# خوسيه ديفيد راميريز
خوسيه ديفيد راميريز (بالإسبانية: José David Ramírez García)‏ (14 ديسمبر 1995 بليون في المكسيك - ) هو لاعب كرة قدم مكسيكي في مركز جناح ‏. شارك مع منتخب المكسيك تحت 20 سنة لكرة القدم. أما مع النوادي، فقد لعب مع نادي غوادالاخارا.

## وصلات خارجية
- خوسيه ديفيد راميريز على موقع الاتحاد الدولي (مؤرشف)  (الإنجليزية)
- خوسيه ديفيد راميريز على موقع قاعدة بيانات كرة القدم.إي يو (الإنجليزية)
- خوسيه ديفيد راميريز على موقع ناشيونال فوتبول تيمز (الإنجليزية)
- خوسيه ديفيد راميريز على موقع Soccerway.com (الإنجليزية)
- خوسيه ديفيد راميريز على موقع AS.com (الإسبانية)